# 대구 북구의 국회의원
대구광역시 북구 선거구는 경상북도 대구시 선거구가 6개로 나뉘어 있었는데 1963년 1월 1일 구제 실시와 함께 제6대 총선에서 경상북도 대구시 중구 선거구 등 4개로 조정될 때 탄생하였다. 1981년 7월 1일 대구직할시 승격과 함께 대구직할시 동구·북구 선거구로, 1995년 1월 1일 대구광역시 개칭과 함께 대구광역시 북구 선거구가 되었다가, 제15대 총선부터 갑·을 2개 선거구가 되어 있다.

## 행정구역 변천
- 1963년 1월 1일 경상북도 대구시 북구 설치
- 1964년 12월 1일 태평로3가 중구에 편입
- 1966년 1월 1일 침산동 일부를 서구에 편입
- 1968년 7월 20일 칠성동2가 일부를 동구에 편입
- 1975년 10월 1일 동구 신암동 일부(대현1~2동), 서구 원대동2가 일부·원대동4가·5가·6가(노원동), 노곡동, 조야동 편입
- 1981년 7월 1일 칠곡군 칠곡읍 편입, 대구직할시 북구
- 1987년 1월 1일 동구 연경동 편입
- 1995년 1월 1일 대구광역시 북구
- 2009년 7월 1일 노원1·2동과 노원3동을 노원동으로 합동하고, 동천동을 국우동으로 분동

## 대구 북구의 역대 국회의원 일람
| 대수   | 이름           | 소속정당     | 임기                              | 선거구역 |
| ------ | -------------- | ------------ | --------------------------------- | --- |
| 제6대  | 김종환(金鍾煥) | 민주공화당   | 1963년 12월 17일 ~1967년 6월 30일 | 대구시 북구·서구 일원 |
| 제7대  | 조일환(曺逸煥) | 신민당       | 1967년 7월 1일 ~1971년 6월 30일   | 대구시 북구·서구 일원 |
| 제8대  | 강재구(姜在邱) | 민주공화당   | 1971년 7월 1일 ~1972년 10월 17일  | 대구시 북구 일원 |
| 제9대  | 박찬(朴燦)     | 민주공화당   | 1973년 3월 12일 ~1979년 3월 11일  | 대구시 중구·서구·북구 일원 |
| 제9대  | 한병채(韓炳寀) | 무소속       | 1973년 3월 12일 ~1979년 3월 11일  | 대구시 중구·서구·북구 일원 |
| 제10대 | 한병채(韓炳寀) | 무소속       | 1979년 3월 12일 ~1980년 10월 27일 | 대구시 중구·서구·북구 일원 |
| 제10대 | 이만섭(李萬燮) | 민주공화당   | 1979년 3월 12일 ~1980년 10월 27일 | 대구시 중구·서구·북구 일원 |
| 제11대 | 김용태(金瑢泰) | 민주정의당   | 1981년 4월 11일 ~1985년 4월 10일  | 대구시 동구·북구 일원 |
| 제11대 | 목요상(睦堯相) | 민주한국당   | 1981년 4월 11일 ~1985년 4월 10일  | 대구시 동구·북구 일원 |
| 제12대 | 김용태(金瑢泰) | 민주정의당   | 1985년 4월 11일 ~1988년 5월 29일  | 동구·북구 일원 |
| 제12대 | 목요상(睦堯相) | 민주한국당   | 1985년 4월 11일 ~1988년 5월 29일  | 동구·북구 일원 |
| 제13대 | 김용태(金瑢泰) | 민주정의당   | 1988년 5월 30일 ~1992년 5월 29일  | 북구 일원 |
| 제14대 | 김용태(金瑢泰) | 민주자유당   | 1992년 5월 30일 ~1996년 5월 29일  | 북구 일원 |
| 제15대 | 이의익(李義翊) | 자유민주연합 | 1996년 5월 30일 ~1998년 5월 16일  | 북구 갑: 고성동,칠성1가동,칠성2가1동,칠성2가2동,침산1동,침산2동,침산3동,노원1·2가동,노원3가1동,노원3가2동,산격1동,산격2동,산격3동,산격4동,대현1동,대현2동,대현3동 |
| 제15대 | 박승국(朴承國) | 한나라당     | 1998년 7월 22일 ~2000년 5월 29일  | 북구 갑: 고성동,칠성1가동,칠성2가1동,칠성2가2동,침산1동,침산2동,침산3동,노원1·2가동,노원3가1동,노원3가2동,산격1동,산격2동,산격3동,산격4동,대현1동,대현2동,대현3동 |
| 제15대 | 안택수(安澤秀) | 자유민주연합 | 1996년 5월 30일 ~2000년 5월 29일  | 북구 을: 복현1동,복현2동,검단동,무태동,조야동,노곡동,칠곡1동,칠곡2동,칠곡3동,관음동,태전동                                                                        |
| 제16대 | 박승국(朴承國) | 한나라당     | 2000년 5월 30일 ~2004년 5월 29일  | 북구 갑: 고성동, 칠성동, 침산1동, 침산2동, 침산3동, 노원1·2동, 노원3동, 산격1동, 산격2동, 산격3동, 산격4동, 대현1동, 대현2동                                      |
| 제16대 | 안택수(安澤秀) | 한나라당     | 2000년 5월 30일 ~2004년 5월 29일  | 북구 을: 복현1동, 복현2동, 검단동, 무태조야동, 칠곡1동, 칠곡2동, 칠곡3동, 관음동, 태전동                                                                          |
| 제17대 | 이명규(李明奎) | 한나라당     | 2004년 5월 30일 ~2008년 5월 29일  | 북구 갑: 고성동, 칠성동, 침산1동, 침산2동, 침산3동, 노원1·2동, 노원3동, 산격1동, 산격2동, 산격3동, 산격4동, 대현1동, 대현2동                                      |
| 제17대 | 안택수(安澤秀) | 한나라당     | 2004년 5월 30일 ~2008년 5월 29일  | 북구 을: 복현1동, 복현2동, 검단동, 무태조야동, 관문동, 태전1동, 태전2동, 구암동, 관음동, 읍내동, 동천동                                                           |
| 제18대 | 이명규(李明奎) | 한나라당     | 2008년 5월 30일 ~2012년 5월 29일  | 북구 갑: 고성동, 칠성동, 침산1동, 침산2동, 침산3동, 노원1·2동, 노원3동, 산격1동, 산격2동, 산격3동, 산격4동, 대현1동, 대현2동                                      |
| 제18대 | 서상기(徐相箕) | 한나라당     | 2008년 5월 30일 ~2012년 5월 29일  | 북구 을: 복현1동, 복현2동, 검단동, 무태조야동, 관문동, 태전1동, 태전2동, 구암동, 관음동, 읍내동, 동천동                                                           |
| 제19대 | 권은희(權恩嬉) | 새누리당     | 2012년 5월 30일 ~2016년 5월 29일  | 북구 갑: 고성동, 칠성동, 침산1동, 침산2동, 침산3동, 노원동, 산격1동, 산격2동, 산격3동, 산격4동, 대현동                                                            |
| 제19대 | 서상기(徐相箕) | 새누리당     | 2012년 5월 30일 ~2016년 5월 29일  | 북구 을: 복현1동, 복현2동, 검단동, 무태조야동, 관문동, 태전1동, 태전2동, 구암동, 관음동, 읍내동, 동천동, 국우동                                                   |
| 제20대 | 정태옥(鄭泰沃) | 새누리당     | 2016년 5월 30일 ~2020년 5월 29일  | 북구 갑: 고성동, 칠성동, 침산1동, 침산2동, 침산3동, 산격1동, 산격2동, 산격3동, 산격4동, 대현동, 복현1동, 복현2동, 검단동, 노원동                                  |
| 제20대 | 홍의락(洪宜洛) | 무소속       | 2016년 5월 30일 ~2020년 5월 29일  | 북구 을: 무태조야동, 관문동, 태전1동, 태전2동, 구암동, 관음동, 읍내동, 동천동, 국우동                                                                             |
| 제21대 | 양금희(羊琴喜) | 미래통합당   | 2020년 5월 30일 ~2024년 5월 29일  | 북구 갑: 고성동, 칠성동, 침산1동, 침산2동, 침산3동, 산격1동, 산격2동, 산격3동, 산격4동, 대현동, 복현1동, 복현2동, 검단동, 노원동                                  |
| 제21대 | 김승수(金承洙) | 미래통합당   | 2020년 5월 30일 ~2024년 5월 29일  | 북구 을: 무태조야동, 관문동, 태전1동, 태전2동, 구암동, 관음동, 읍내동, 동천동, 국우동                                                                             |
| 제22대 | 우재준(禹在埈) | 국민의힘     | 2024년 5월 30일 ~                 | 북구 갑: 고성동, 칠성동, 침산1동, 침산2동, 침산3동, 산격1동, 산격2동, 산격3동, 산격4동, 대현동, 복현1동, 복현2동, 검단동, 노원동                                  |
| 제22대 | 김승수(金承洙) | 국민의힘     | 2024년 5월 30일 ~                 | 북구 을: 무태조야동, 관문동, 태전1동, 태전2동, 구암동, 관음동, 읍내동, 동천동, 국우동                                                                             |

## 같이 보기
- 대구시의 국회의원
- 칠곡군의 국회의원
- 대구 동구의 국회의원
- 대구 중구의 국회의원
- 대구 남구의 국회의원
- 대구 서구의 국회의원
- 대구 수성구의 국회의원
- 대구 달서구의 국회의원
- 달성군의 국회의원
- 북구 (대구 선거구)
- 북구 갑 (대구)
- 북구 을 (대구)